# Le Tournant de la vie
Pour plus de détails, voir Fiche technique et Distribution.
Le Tournant de la vie (The Turning Point) est un film américain réalisé par Herbert Ross, sorti en 1977.

## Synopsis
Ce film raconte l'histoire de deux femmes passionnées par la danse, Deedee Rodgers (Shirley Maclaine) et Emma Jacklin (Anne Bancroft). Deedee a arrêté sa carrière pour se marier et dirige une école de danse de l'Oklahoma tandis qu'Emma, danseuse étoile d'une prestigieuse compagnie a continué sa carrière et arrive au crépuscule de celle-ci. Deedee, mère de trois enfants, accompagne sa fille à New-York où un brillant avenir de ballerine l'attend. Les deux amies se retrouvent et parlent alors de leur passé qui a été aussi celui de deux rivales. Ont-elles fait les bons choix, pourquoi les ont-elles faits, que regrettent-elles ?

## Fiche technique
- Titre : Le Tournant de la vie
- Titre original : The Turning Point
- Réalisation : Herbert Ross
- Chorégraphie : Alvin Ailey & George Balanchine
- Scénario : Arthur Laurents
- Production : Arthur Laurents, Herbert Ross, Roger M. Rothstein et Nora Kaye
- Photographie : Robert Surtees
- Montage : William Reynolds
- Décors : Albert Brenner et Marvin March
- Costumes : Tony Faso et Albert Wolsky
- Pays de production :  États-Unis
- Langue : Anglais
- Format : Couleurs - Mono
- Genre : Film dramatique
- Durée : 119 minutes
- Date de sortie : 1977

## Distribution
- Anne Bancroft (VF : Paule Emanuele) : Emma Jacklin
- Shirley MacLaine (VF : Arlette Thomas) : Deedee Rodgers
- Tom Skerritt (VF : Serge Lhorca) : Wayne
- Mikhail Baryshnikov (VF : Richard Darbois) : Yuri Kopeikine
- Leslie Browne (VF : Brigitte Morisan) : Emilia Rodgers
- Martha Scott (VF : Gisèle Préville) : Adelaide
- Anthony Zerbe (VF : Marc de Georgi) : Rosie
- Marshall Thompson (VF : Jean Berger) : Carter
- Alexandra Danilova (VF : Lita Recio) : Madame Dahkarova
- Antoinette Sibley (VF : Ginette Pigeon) : Sevilla Haslam
- Starr Danias : Carolyn
- James Mitchell (VF : Roland Ménard) : Michael
- Daniel Levins (VF : Bernard Murat) : Arnold
- Phillip Saunders (VF : Thierry Bourdon) : Ethan
- Lisa Lucas (VF : Séverine Morisot) : Janina

## Distinctions

### Récompenses
- Golden Globes 1978 : 2 récompenses
  - Meilleur film dramatique
  - Meilleur réalisateur : Herbert Ross

### Nominations
- Oscars 1978 : 11 nominations 
  - Meilleur film
  - Meilleur réalisateur : Herbert Ross
  - Meilleure actrice (2 nominations) : Anne Bancroft et Shirley Maclaine
  - Meilleur acteur dans un second rôle : Mikhaïl Barychnikov
  - Meilleure actrice dans un second rôle : Leslie Browne
  - Meilleur scénario original : Arthur Laurents
  - Meilleure direction artistique : Albert Brenner et Marvin March
  - Meilleure photographie : Robert Surtees
  - Meilleur montage : William Reynolds
  - Meilleur son : Theodore Soderberg, Paul Wells, Douglas O. Williams et Jerry Jost

- Golden Globes 1978 : 4 nominations 
  - Meilleure actrice dans un film dramatique : Anne Bancroft
  - Meilleur acteur dans un second rôle : Mikhaïl Barychnikov
  - Meilleure actrice dans un second rôle : Leslie Browne
  - Meilleur scénario : Arthur Laurents

- BAFTAs 1979 : 1 nomination
  - Meilleure actrice : Anne Bancroft

## Commentaires
Malgré ces 11 nominations, Le tournant de la vie n'a obtenu aucun Oscar, tout comme La Couleur pourpre à la cérémonie de 1986 (11 nominations également).